# Pont-de-Barret
Pour les articles homonymes, voir Pont (toponyme) et Barret (homonymie).
Pont-de-Barret est une commune française située dans le département de la Drôme en région Auvergne-Rhône-Alpes.

## Géographie

### Localisation
Pont-de-Barret se situe à égale distance de Dieulefit, Montélimar et Crest.

### Relief et géologie
Sites particuliers :
- Les Côtes de Sevaine (341 m) ;
- Montagne de Briesse (575 m) ;
- Montagne de Sainte-Euphémie (608 m) ;
- Serre de la Bâtarde ;
- Serre Vivier (300 m).

### Hydrographie
La commune est arrosée par les cours d'eau suivants :
- La Rimandoule
- Le Roubion
- Ravin de Briesse
- Ravin de Ligourne
- Ravin de Merdanson
- Ravin de Névelet
- Ravin de Venouil
- Ruisseau de Rioussec
- Ruisseau de Salettes

### Climat
Pour des articles plus généraux, voir Climat d'Auvergne-Rhône-Alpes et Climat de la Drôme.
En 2010, le climat de la commune est de type climat méditerranéen altéré, selon une étude du Centre national de la recherche scientifique s'appuyant sur une série de données couvrant la période 1971-2000. En 2020, Météo-France publie une typologie des climats de la France métropolitaine dans laquelle la commune est dans une zone de transition entre le climat de montagne et le climat méditerranéen et est dans une zone de transition entre les régions climatiques « Provence, Languedoc-Roussillon » et « Alpes du sud ». 
Pour la période 1971-2000, la température annuelle moyenne est de 12,8 °C, avec une amplitude thermique annuelle de 17,2 °C. Le cumul annuel moyen de précipitations est de 977 mm, avec 7,3 jours de précipitations en janvier et 4,8 jours en juillet. Pour la période 1991-2020, la température moyenne annuelle observée sur la station météorologique de Météo-France la plus proche, « Puy-Saint-Martin », sur la commune de Puy-Saint-Martin à 4 km à vol d'oiseau, est de 13,9 °C et le cumul annuel moyen de précipitations est de 923,0 mm,. Pour l'avenir, les paramètres climatiques de la commune estimés pour 2050 selon différents scénarios d'émission de gaz à effet de serre sont consultables sur un site dédié publié par Météo-France en novembre 2022.

## Urbanisme

### Typologie
Au 1er janvier 2024, Pont-de-Barret est catégorisée commune rurale à habitat dispersé, selon la nouvelle grille communale de densité à 7 niveaux définie par l'Insee en 2022.
Elle est située hors unité urbaine. Par ailleurs la commune fait partie de l'aire d'attraction de Montélimar, dont elle est une commune de la couronne,. Cette aire, qui regroupe 45 communes, est catégorisée dans les aires de 50 000 à moins de 200 000 habitants,.

### Occupation des sols
L'occupation des sols de la commune, telle qu'elle ressort de la base de données européenne d’occupation biophysique des sols Corine Land Cover (CLC), est marquée par l'importance des forêts et milieux semi-naturels (53,7 % en 2018), une proportion sensiblement équivalente à celle de 1990 (53,8 %). La répartition détaillée en 2018 est la suivante : forêts (53,6 %), terres arables (29,5 %), prairies (8,3 %), zones agricoles hétérogènes (6,5 %), zones urbanisées (2,1 %), milieux à végétation arbustive et/ou herbacée (0,1 %). L'évolution de l’occupation des sols de la commune et de ses infrastructures peut être observée sur les différentes représentations cartographiques du territoire : la carte de Cassini (XVIIIe siècle), la carte d'état-major (1820-1866) et les cartes ou photos aériennes de l'IGN pour la période actuelle (1950 à aujourd'hui).

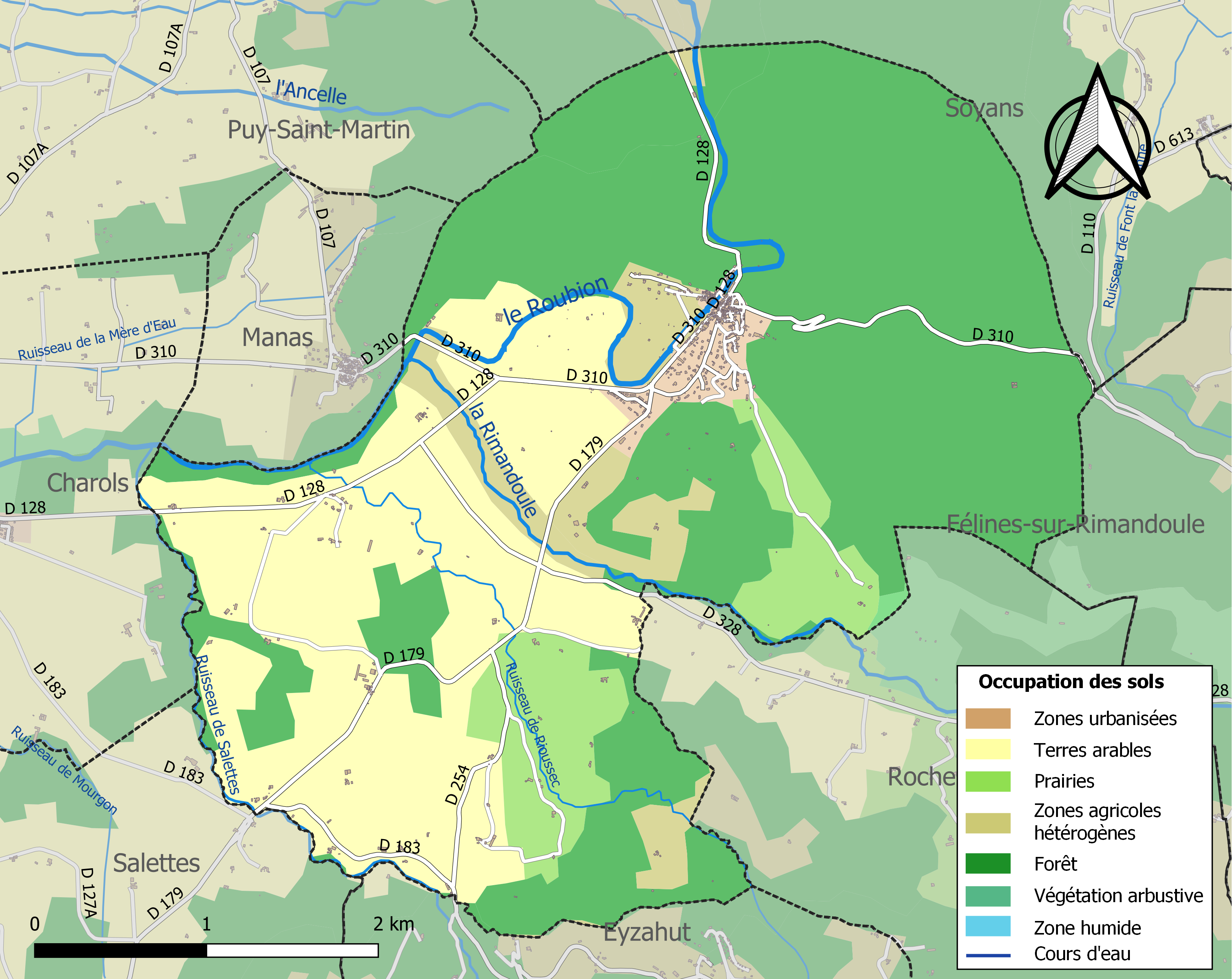
Carte des infrastructures et de l'occupation des sols de la commune en 2018 (CLC).

### Morphologie urbaine

#### Quartiers, hameaux et lieux-dits
Site Géoportail (carte IGN) :
- Arduc
- Beauvillard
- Chapesse
- Eson Bas
- Eson Haut
- Ferme de Briesse
- la Bâtarde
- la Jasse
- l'Amourier
- le Chaffal
- les Blaches
- les Charrans
- les Chérons
- les Crottes
- les Gourjeasses
- les Guions
- les Îles
- les Lucs
- les Martins
- les Moulins
- les Payots
- les Perrins
- les Pré-Longs
- les Rivières
- les Sevaines
- les Touches
- les Tuillères
- les Vouguets
- le Vannier
- l'Hôpital
- Mazade
- Montuel
- Picolet
- Rioussec
- Sausse

### Voies de communication et transports
La commune est desservie par les routes départementales D 138, D 179, D 183, D 264, D 310 et D 328.

## Toponymie

### Attestations
Le lieu porte le nom de Savenne jusqu'au Xe siècle.
Dictionnaire topographique du département de la Drôme :
- 956 : locus qui prius dictus est Savenna et modo dicitur ad Pontem (D. Bouquet IX, 697).
- 957 : locus qui dicitur ad Pontum (cartulaire de Saint-Chaffre, 7).
- XIe siècle : villa de Ponte (cartulaire de Saint-Chaffre, 26).
- 1179 : mention de la paroisse : ecclesia de Ponte (Gall. christ., XVI, 129).
- 1332 : Pons de Baretto (Gall. christ., XVI, 129).
- XIVe siècle : mention du prieuré : prioratus Pontis Baretti (pouillé de Die).
- 1370 : Pons Baretti (archives de la Drôme, E 460).
- 1442 : castrum Pontis Baretti (choix ce documents, 270).
- 1509 : mention de l'église Notre-Dame-la-Brune : ecclesia parrochialis Beate Marie Pontis Barreti (visites épiscopales).
- 1891 : Pont-de-Barret, commune du canton de Dieulefit.

## Histoire
Pour un article plus général, voir Histoire de la Drôme.

### Préhistoire et protohistoire
Le site Sainte-Euphémie aurait été un site défensif pré-romain[réf. nécessaire].

### Antiquité
Le site aurait été un village gallo-romain sous le nom de Savenna qui se retrouve dans le toponyme du quartier Savenne[réf. nécessaire].

### Du Moyen Âge à la Révolution
Entre la fin du IXe siècle et le XIe siècle, les habitants de Savenna et les moines quittent la plaine pour se réfugier sur la colline « Saint-Rambert » où se trouve le vieux village[réf. nécessaire].

Un pont est construit sur le Roubion. Il permet de rejoindre les rochers formant des « barres » d'où le nom de Pont de la Barre qui donna Pont-de-Barret[réf. nécessaire].

Le village se développe sur la rive gauche au XIe siècle avec la construction de l'église Notre-Dame-la-Brune[réf. nécessaire].
La seigneurie :
- Au point de vue féodal, le Pont-de-Barret était une terre (ou seigneurie) du fief des comtes de Valentinois.
- Un quart appartenait au prieur du lieu ; le reste était partagé de tout temps entre plusieurs co-seigneurs.
- 1298 : les (d')Agoult, les Bourdeaux, les (d')Egluy.
- 1345 : les (d')Agoult, les Félines, les Vercors.
- 1353 : la part des Agoult passe (par mariage) aux Benoît.
- 1374 : les Vesc ont une autre part.
- (non daté) : les Taulignan ont une autre part.
- (non daté) : la part des Taulignan passe aux Solamieu.
- 1427 : la part des Solamieu passe aux Gaubert.
- 1540 : les Gaubert, les (d')Eurre et les Saint-Ferréol sont co-seigneurs.
- 1680 : les Saint-Ferréol possèdent les trois quarts de la terre de Pont-de-Barret.
- 1789 : le prieuré, les Saint-Ferréol de Saint-Pons, les Faure-Chabert, sont les derniers seigneurs.

XIVe siècle : le village est saccagé par les troupes de Raymond de Turenne.
1789 (démographie) : 500 habitants.
Avant 1790, le Pont-de-Barret était une communauté de l'élection, subdélégation et sénéchaussée de Montélimar.

Elle formait une paroisse du diocèse de Die dont l'église, sous le vocable de Notre-Dame-la-Brune, était celle d'un prieuré de bénédictins (de la dépendance de l'abbaye de Saint-Chaffre-le-Monestier) fondé en 956 et dont les dîmes appartenaient au prieur du lieu qui présentait à la cure.

#### Savenne
- 876 : villa que dicitur Savenna (cartulaire de Saint-Chaffre)[15].
- 956 : locus qui prius dictus est Savenna et modo dicitur ad Pontem (D. Bouquet IX, 697)[14].
- 1891 : Savenne, quartier de la commune de Pont-de-Barret[15].
- (non daté) : Les Sevaines (plans cadastraux)[15], (IGN)[1].

### De la Révolution à nos jours
En 1790, la commune est comprise dans le canton de Marsanne. La réorganisation de l'an VIII (1799-1800) la place dans le canton de Dieulefit.
La commune avait des moulins utilisant la force de l'eau du Roubion. Ils servaient à la fabrication de la soie[réf. nécessaire].
Le 13 mai 1901, à 8 h 21, une forte secousse tellurique est ressentie dans la Drôme, au sud de Crest dans les villages de Saou, Manas et Pont-de-Barret. À l'épicentre, proche de Manas, les cheminées s’écroulent et de nombreuses maisons sont lézardées, ainsi que l’église (intensité VII)[réf. nécessaire].

## Politique et administration

### Liste des maires
| Période                                                                      | Période                    | Identité                            | Étiquette          | Qualité                                         |
| ---------------------------------------------------------------------------- | -------------------------- | ----------------------------------- | ------------------ | ----------------------------------------------- |
| Les données manquantes sont à compléter. : de la Révolution au Second Empire |                            |                                     |                    |                                                 |
| 1790                                                                         | 1848                       | ?                                   |                    |                                                 |
| 1848                                                                         | 1871                       | Louis-François Chancel              |                    |                                                 |
| Les données manquantes sont à compléter. : depuis la fin du Second Empire    |                            |                                     |                    |                                                 |
| 1871                                                                         | 1874                       | Louis-François Chancel              |                    | maire sortant                                   |
| 1874                                                                         | 1878                       | Louis-François Chancel              |                    | maire sortant                                   |
| 1878                                                                         | 1883                       | Louis-François Chancel              |                    | maire sortant                                   |
| 1883 (élection ?)                                                            | 1884                       | Louis Chancel                       | Républicain        | avocat et industriel                            |
| 1884                                                                         | 1888                       | Louis Chancel                       |                    | maire sortant                                   |
| 1888                                                                         | 1892                       | Louis Chancel                       |                    | maire sortant                                   |
| 1892                                                                         | 1896                       | Louis Chancel                       |                    | maire sortant                                   |
| 1896                                                                         | 1900                       | Louis Chancel                       |                    | maire sortant                                   |
| 1900                                                                         | 1904                       | Louis Chancel                       |                    | maire sortant                                   |
| 1904                                                                         | 1908                       | Louis Chancel                       |                    | maire sortant                                   |
| 1908                                                                         | 1912                       | Louis Chancel                       |                    | maire sortant                                   |
| 1912                                                                         | 1919                       | Louis Chancel                       |                    | maire sortant                                   |
| 1919                                                                         | 1925                       | Louis Chancel                       |                    | maire sortant                                   |
| 1925                                                                         | 1929                       | Louis Chancel                       |                    | maire sortant                                   |
| 1929                                                                         | 1935                       | Louis Chancel                       |                    | maire sortant                                   |
| 1934 (élection ?)                                                            | 1935                       | Jacques-Albert Chancel              |                    | agriculteur                                     |
| 1935                                                                         | 1938                       | Roger Chancel                       | Radical-socialiste | avocat, maire de Montélimar (1925-1935)         |
| 1938 (élection ?)                                                            | 1939                       | Emile Chancel                       |                    | médecin                                         |
| ?                                                                            | 1945                       | Louis Chalavant                     |                    | médecin                                         |
| 1945                                                                         | 1947                       | Louis Chalavant                     |                    | maire sortant                                   |
| 1947                                                                         | 1953                       | Louis Chalavant                     |                    | maire sortant                                   |
| 1953                                                                         | 1959                       | Louis Chalavant                     |                    | maire sortant                                   |
| 1959                                                                         | 1965                       | Louis Chalavant                     |                    | maire sortant                                   |
| 1965                                                                         | 1970                       | Louis Chalavant                     |                    | maire sortant                                   |
| 1970 (élection ?)                                                            | 1971                       | Louis Chancel                       |                    | avocat, maire de Montélimar (1953-1958)         |
| 1971                                                                         | 1976                       | Louis Chancel                       |                    | maire sortant                                   |
| 1976 (élection ?)                                                            | 1977                       | ?                                   |                    |                                                 |
| 1977                                                                         | 1983                       | ?                                   |                    |                                                 |
| 1983                                                                         | 1989                       | Robert Palluel                      | UMP puis LR        | agriculteur retraité, ancien conseiller général |
| 1989                                                                         | 1995                       | Robert Palluel                      |                    | maire sortant                                   |
| 1995                                                                         | 2001                       | Robert Palluel                      |                    | maire sortant                                   |
| 2001                                                                         | 2008                       | Robert Palluel                      |                    | maire sortant                                   |
| 2008                                                                         | 2014                       | Robert Palluel                      |                    | maire sortant                                   |
| 2014                                                                         | 2020                       | Robert Palluel                      |                    | maire sortant                                   |
| 2020                                                                         | En cours (au 26 mars 2022) | Robert Palluel[source insuffisante] |                    | maire sortant                                   |

### Politique environnementale
La commune dispose d'une station de traitement des eaux.

## Population et société

### Démographie
L'évolution du nombre d'habitants est connue à travers les recensements de la population effectués dans la commune depuis 1793. Pour les communes de moins de 10 000 habitants, une enquête de recensement portant sur toute la population est réalisée tous les cinq ans, les populations de référence des années intermédiaires étant quant à elles estimées par interpolation ou extrapolation. Pour la commune, le premier recensement exhaustif entrant dans le cadre du nouveau dispositif a été réalisé en 2008.

En 2022, la commune comptait 659 habitants, en évolution de −1,79 % par rapport à 2016 (Drôme : +2,64 %, France hors Mayotte : +2,11 %).
| 1793 | 1800 | 1806 | 1821 | 1831 | 1836 | 1841 | 1846 | 1851 |
| ---- | ---- | ---- | ---- | ---- | ---- | ---- | ---- | ---- |
| 527  | 491  | 500  | 630  | 676  | 612  | 652  | 700  | 728  |

| 1856 | 1861 | 1866 | 1872 | 1876 | 1881 | 1886 | 1891 | 1896 |
| ---- | ---- | ---- | ---- | ---- | ---- | ---- | ---- | ---- |
| 757  | 780  | 821  | 740  | 757  | 742  | 708  | 710  | 720  |

| 1901 | 1906 | 1911 | 1921 | 1926 | 1931 | 1936 | 1946 | 1954 |
| ---- | ---- | ---- | ---- | ---- | ---- | ---- | ---- | ---- |
| 731  | 697  | 707  | 554  | 575  | 559  | 520  | 427  | 474  |

| 1962 | 1968 | 1975 | 1982 | 1990 | 1999 | 2006 | 2008 | 2013 |
| ---- | ---- | ---- | ---- | ---- | ---- | ---- | ---- | ---- |
| 414  | 431  | 424  | 385  | 453  | 459  | 531  | 551  | 643  |

| 2018 | 2022 | - | - | - | - | - | - | - |
| ---- | ---- | - | - | - | - | - | - | - |
| 670  | 659  | - | - | - | - | - | - | - |

### Enseignement
Relevant de l'académie de Grenoble, la commune dispose d'une école primaire, de la maternelle au CM2[réf. nécessaire].

### Manifestations culturelles et festivités
- Fête : le deuxième dimanche de septembre[13].

### Loisirs
- Baignade dans le Roubion.
- Pêche[13].

### Sports
La commune est réputée pour son site d'escalade orienté au sud sur la montagne d'Eson, très fréquenté les jours de beau temps en saison hivernale. Une petite falaise réservée aux grimpeurs de haut niveau borde également le Roubion[réf. nécessaire].

### Médias
Le territoire de la commune se situe dans l'aire de diffusion de plusieurs médias :
- Presse écrite
  - Le Dauphiné libéré, quotidien régional qui consacre, chaque jour, y compris le dimanche, dans son édition de « Romans et Drôme des collines » un ou plusieurs articles à l'actualité du canton et de la commune, ainsi que des informations sur les éventuelles manifestations locales, les travaux routiers, et autres événements divers à caractère local.
  - L'Agriculture Drômoise, journal d'informations agricoles et rurales, couvre l'ensemble du département de la Drôme.
  - Drôme Hebdo (ancien Peuple Libre), hebdomadaire chrétien d'informations.
- Presse audio-visuelle
  - France Bleu est une radio publique diffusée sur son territoire.

### Cultes
La communauté catholique et l'église de la commune sont rattachées à la Paroisse Paroisse Sainte Anne sur Roubion et Jabron qui dépend du diocèse de Valence, doyenné de Cléon-d'Andran.

## Économie

### Agriculture
En 1992 : pâturages (ovins, bovins), céréales, vignes, lavande.

## Culture locale et patrimoine

### Lieux et monuments
- Saint Euphémie : site défensif pré-romain et du haut Moyen Âge[22].
- Tour du château féodal[13].

Châteauvieux : ruines d'une tour et vestiges d'un château fort sur le rocher dominant le village[réf. nécessaire].
- Vieux pont sur le Roubion[13].
- Unité d'architecture : ruelles voûtées en escalier[13].
- Église Notre-Dame-la-Brune du XIIe siècle (MH) située sur un promontoire : nef unique à deux travées voûtées en plein cintre, abside en cul-de-four à cinq arcatures[13].
- Château Saint-Ferréol : résidence seigneuriale du début du XVIIe siècle[23][source insuffisante].

### Patrimoine culturel
- Artisanat d'art[13].

### Patrimoine naturel
- Une source d'eau minérale (exploitée au XIXe siècle)[13].

### Héraldique, logotype et devise
|  | Pont-de-Barret possède des armoiries dont l'origine et le blasonnement exact ne sont pas disponibles. |